# 教えて!トライさん
『教えて!トライさん』（おしえて!トライさん）は、「家庭教師のトライ」のテレビCMである。

## 概要
2012年放送開始。アニメ『アルプスの少女ハイジ』の原画にオリジナルキャラクター「トライさん」を合成して制作された。
トライさんが『アルプスの少女ハイジ』のキャラクターに家庭教師を行うという内容。しかし、「家庭教師のトライ」のCMであるはずが、トライさんがひどい目にあうというパターンが多いのも特徴となっている。
家庭教師のCMに『ハイジ』を起用した理由については、作中のハイジの成長過程と教育との親和性の高さや、「家庭教師のトライ」を利用する子供の親世代への知名度が高い人気アニメであることが挙げられる。
2015年に入ってからは、トライさんが登場しない作品が多くなってきた。逆に2020年からは、ハイジたちが登場しない作品が多くなった。
なお、アニメ本編においてはゼーゼマン家において家庭教師が登場する。

## 登場人物
トライさん
声 - 中尾良平
「家庭教師のトライ」の教育プランナー。ファクシミリやスマートフォンなど、本来原作の時代にはない機器を持っている。初期のCMではひどい目に会うことが多かった。
ハイジ
声 - 杉山佳寿子
「アルプスの少女ハイジ」の主人公。学業がおいてけぼりとなったため、トライさんに家庭教師についてもらう。
アルムおんじ
声 - 佐藤正治
トライさんにハイジとクララの家庭教師を頼んでいる。トライさんを無下に扱うことも多いが、トライを賛美するラップをこっそり歌ったり、自ら「大人トライ」を受講するなど、信頼はしている。回を重ねる毎にどんどんキャラ崩壊が進み、ここ最近は悪ノリ化やチャラい言動も増えている。
ヨーゼフ
原作と違い「ナンバーワン!ナンバーワン!」など人語（英語）を喋っているシーンが存在し、ハイジが勉強についていけず悩むシーンではヨーゼフにすがろうとするシーンもある。
ペーター
声 - 小原乃梨子 → 摩味（2023年以降）
登場回数は少ない（メインとなるのは「自信喪失ペーター篇」ぐらい）が、ハイジが勉強についていけず悩むシーンで勉強を教えてもらおうとしていたところから、ハイジよりは勉強ができる模様。「無料」という言葉に弱く、聞くたびに赤面する。
クララ
声 - 山本百合子
ハイジとともに、トライさんに家庭教師についてもらっている。原作にくらべ毒舌で言葉遣いが若干汚かったり、馬車に掴まるトライさんを落とそうとしたりと手厳しい面が見られる。
ロッテンマイヤー
声 - 麻生美代子 → 江森浩子（トライさん THE MOVIE）
原作では家政婦長、アニメでは執事という立場だが、CMでは「ロッテンマイヤー先生」とされている。なお、原作・アニメともにクララやハイジに勉強を教えるシーンが存在する。トライの効果の高さに驚いている。また、担当声優の麻生は2018年8月25日に死去した。
ゼーゼマン
声 - 宮崎吐夢 → 前田剛（OTシリーズ以降）
クララの父親でハイジにも分け隔てなく接する。CMでは夏季講習編までは辛うじて口調はまともだったが、OT個別教室編から口調がDJ調で軽くなり、OTマイトライでは更に口調も非常にチャラく変貌した。
お医者さま
声 - 掛川裕彦
クララのおばあさま
声 - 進藤尚美

## CM
- 教えて!トライさん オープニング篇
- わかったふり ハイジ篇
- おいてけぼり ハイジ篇
- 夏、ザワつく ハイジ篇
- ヨーゼフとがんばる ハイジ篇
- 崖っぷち ハイジ篇
- かしこい ヨーゼフ篇
- 手厳しい クララ篇
- おんじのかわった口笛篇
- チーズで頼み込むおんじ篇
- 自信喪失 ペーター篇
- 家庭教師も個別もNo.1篇
- 個別指導塾でもNo.1篇
- テスト前短期対策篇
- 切り替えキャンペーン篇
- 夏期こう座篇
- 性格別学習法
- On-Jラップ篇
- おどらされるハイジ篇
- 虹じゃないです篇

## スタッフ
- 篠原誠
- 東畑幸多